# Un rostro en mi pasado
Un rostro en mi pasado (lit. Uma cara no meu passado) é uma telenovela mexicana produzida por Ernesto Alonso para a Televisa e exibida pelo Canal de las Estrellas entre 16 de outubro de 1989 e 1 de junho de 1990, substituindo Mi segunda madre e sendo substituída por La fuerza del amor.
Foi protagonizada por  Sonia Infante, Joaquín Cordero e Chantal Andere e antagonizada por Juan Peláez e Armando Araiza

## Sinopse
Elisa Estrada é uma mulher inteligente e trabalhadora, que é dona de uma editora de prestígio chamada El Mercurio. Ela é casada com Armando Zertuche e tem quatro filhos: Roberto, Miranda, Clara e Enrique. No entanto, sua vida profissional de sucesso contrasta com sua vida pessoal desastrosa. Armando é um completo inútil que vive do trabalho de sua esposa e não se preocupa com seus filhos. Devido ao pouco apoio de seus pais, os filhos do casal sofrem distúrbios graves de personalidade e comportamento. Roberto imita o exemplo de seu pai e se dedica apenas à boa vida, enquanto Miranda sofre de cleptomania e Clara se tornou mitómana. O único que não deixou o bom caminho é Enrique, quem Elisa adotou quando era pequeno.
Frustrada e impotente ao não poder resolver os conflitos familiares, Elisa encontra consolo em sua amizade com Ernesto Vidal, um escritor com uma filha, Mariela. No entanto, o que Elisa não sabe é que Ernesto está prestes a publicar um livro que revela um grande número de mafia negócio e que especialmente envolve seu chefe, Carlos Duboa.
Gradualmente, a amizade entre Elisa e Ernesto dá lugar ao amor, mas Ernesto recebe ameaças da máfia, então ele escreveu uma carta para Elisa dizendo-lhe para olhar em seu departamento. Após a chegada, Elisa descobre o corpo de sua amada e, inconscientemente, pega a arma apenas quando a polícia chega. Elisa está preso pelo crime e condenado a quarenta anos de prisão, e Armando aproveita a oportunidade para manter o dinheiro de sua esposa e colocar seus filhos contra a sua mãe; No entanto, Enrique não é influenciado e acredita na inocência de Elisa.
Dez anos mais tarde, o porteiro do edifício onde viveu Ernesto declara que Elisa não cometeu o crime, mas morre antes de confessar que o verdadeiro assassino, ele sempre escondeu a verdade por medo. Elisa é liberado e dedicou seus esforços para recuperar o amor de seus filhos e encontrar o verdadeiro assassino. No entanto, Elisa não terá vida fácil, como Roberto se apaixona por Karla Duboa, filha de Carlos Duboa e Mariela Enrique Vidal, filha de Ernesto, que prometeu vingar a morte de seu pai.

## Elenco
- Sonia Infante - Elisa Estrada de Zertuche
- Joaquín Cordero - Armando Zertuche
- Armando Araiza - Roberto Zertuche Estrada
- Ana Patricia Rojo - Miranda Zertuche Estrada
- Amara Villafuerte - Clara Zertuche Estrada
- Alejandro Landero - Enrique Zertuche Estrada
- Flor Trujillo - Raquel Zertuche
- Gabriela Ruffo - Karla Duboa
- Juan Peláez - Carlos Duboa
- Chantal Andere - Mariela Vidal
- Manuel Ojeda - Dr. Leonardo Sánchez
- Silvia Manríquez - Elvira Duboa
- Alejandro Ruiz - Ricardo Gil Olmedo
- Lizzeta Romo - Graciela Romero
- Gloria Jordan - Tina
- Gilberto Román - Ernesto Vidal
- Yolanda Ciani - Rosario
- Katia del Río - Rita Romero
- Rosario Gálvez - Pacita
- Humberto Elizondo - Rafael Reyes
- Rafaello - Hugo
- Norma Lazareno - Lina Mabarak
- Dolores Beristain - Doña Irene
- Belem Balmori - Zoila Sánchez
- Marco Hernán - Alex Bretón
- Eduardo Liñán - Joaquín Herrera
- Armando Palomo - Adán Ferreira
- Adalberto Parra - Ruperto
- Stephanie Salas - Sabrina
- Sergio Sánchez - Ringo
- José María Torre - Roberto
- Faviola Elenka Tapia - Miranda
- Aurea Rangel - Karla
- Raúl Castro - Enrique
- Andrea Torre - Mariela
- Frieda Klein - Clara
- Mariana Navarro - Rita
- Lorena Enríquez - Magda Cervantes
- María Regina - Georgina Vidal
- José Sambrano - Nicolás de la Torre
- Rodrigo de la Mora - Ramiro Lavalle
- José Miguel Checa - Fernando Lavalle
- José Antonio Ferral - Miguel
- Carmen Cortés - Aurora Candia
- Cinthia Zurita - Adriana
- Michelle Mayer - Julia Ferrer
- Rocio Yaber - Aurelia Ferrer
- Gabriel Chávez Aguirre - Ignacio Ferrer
- Alex Phillips - Damián Villalobos
- Silvia Campos - Yolanda
- Antonio Miguel - Antonio Mabarak
- Lucía Castell - Leonora Gil Olmedo
- Araceli Aguilar - Adela
- Angeles Marín - Chabela
- Sara Monar - Diana Reyes
- Luis Miguel Valles - Nando
- Rafael Montalvo - Edmundo Suárez

## Prêmios e indicações

### Prêmios TVyNovelas 1991
| Categoria           | Indicado(a)    | Resultado |
| ------------------- | -------------- | --------- |
| Melhor ator juvenil | Armando Araiza | Indicado  |

## Versões
- Un rostro en mi pasado é remake da telenovela Un rostro en el pasado produzida também por Ernesto Alonso para Televisa em 1960 e protagonizada por Sara García.